# Kabinett Sturgeon III
Das Kabinett Sturgeon III war die neunte Schottische Regierung. Es bildete sich nach der Parlamentswahl 2021. Nicola Sturgeon wurde am 18. Mai 2021 vom Parlament zur First Minister gewählt.
Die Regierung ist eine Koalitionsregierung der Scottish National Party und der Scottish Green Party. Die Scottish National Party gewann bei der Parlamentswahl in Schottland 2021 die meisten Mandate, verfehlte jedoch die absolute Mehrheit. Die Mitglieder der Scottish Green Party stimmten am 28. August 2021 in einer Urabstimmung dem am 20. August 2021 abgeschlossenen provisorischen Koalitionsabkommen zu.

## Mitglieder

### Kabinettsmitglieder
| Amt                                                                                 | Bild | Name                    | Partei | Partei    | Amtszeit  |
| ----------------------------------------------------------------------------------- | ---- | ----------------------- | ------ | --------- | --------- |
| First Minister                                                                      |      | Nicola Sturgeon         |        | SNP       | 2021–2023 |
| Deputy First Minister                                                               |      | John Swinney            | SNP    | 2021–2023 |           |
| Minister für COVID-Genesung                                                         |      | John Swinney            | SNP    | 2021–2023 |           |
| Ministerin für Finanzen und Wirtschaft                                              |      | Kate Forbes             | SNP    | 2021–2023 |           |
| Minister für Gesundheit und Sozialpflege                                            |      | Humza Yousaf            | SNP    | 2021–2023 |           |
| Ministerin für Bildung und Fähigkeiten                                              |      | Shirley-Anne Somerville | SNP    | 2021–2023 |           |
| Minister für Net-Zero, Energie und Transport                                        |      | Michael Matheson        | SNP    | 2021–2023 |           |
| Minister für Justiz und Veteranen                                                   |      | Keith Brown             | SNP    | 2021–2023 |           |
| Ministerin für soziale Gerechtigkeit, Wohnungsbau und Kommunalverwaltung            |      | Shona Robison           | SNP    | 2021–2023 |           |
| Ministerin für Angelegenheiten der ländliche Räume und Inseln                       |      | Mairi Gougeon           | SNP    | 2021–2023 |           |
| Minister für Verfassung, Auswärtiges und Kultur                                     |      | Angus Robertson         | SNP    | 2021–2023 |           |
| Kabinettsmitglied mit beratender Stimme                                             |      |                         |        |           |           |
| Staatssekretär für Gebäude ohne Kohlenstoffemissionen, aktives Reisen und Mietrecht |      | Patrick Harvie          |        | Greens    | 2021–2023 |
| Staatssekretärin für grüne Fähigkeiten, Kreislaufwirtschaft und Biodiversität       |      | Lorna Slater            | Greens | 2021–2023 |           |

### Staatssekretäre
| Staatssekretäre (Ministers)                                                                          | Name               | Partei | Partei    | Amtszeit  |
| --- | ------------------ | ------ | --------- | --------- |
| Drogenpolitik                                                                                        | Angela Constance   |        | SNP       | 2021–2023 |
| Parlamentarische Angelegenheiten                                                                     | George Adam        | SNP    | 2021–2023 |           |
| Gerechter Übergang („just transtion“) in eine ökologische Wirtschaft, Beschäftigung und faire Arbeit | Richard Lochhead   | SNP    | 2021–2023 |           |
| Geschäfte, Handel, Tourismus und Unternehmen                                                         | Ivan McKee         | SNP    | 2021–2023 |           |
| Öffentliche Finanzen, Planung und gesellschaftlichen Wohlstand                                       | Tom Arthur         | SNP    | 2021–2023 |           |
| Gesundheitswesen, Frauengesundheit und Sport                                                         | Maree Todd         | SNP    | 2021–2023 |           |
| Psychische Gesundheit und Sozialpflege                                                               | Kevin Steward      | SNP    | 2021–2023 |           |
| Kinder und Jugendliche                                                                               | Clare Haughey      | SNP    | 2021–2023 |           |
| Hochschulbildung, Weiterbildung, junge Unternehmen und Training                                      | Jamie Hepburn      | SNP    | 2021–2023 |           |
| Umwelt, Biodiversität und Landreform                                                                 | Mairi McAllan      | SNP    | 2021–2023 |           |
| Transport                                                                                            | Graeme Day         | SNP    | 2021–2023 |           |
| Innere Sicherheit                                                                                    | Ash Denman         | SNP    | 2021–2023 |           |
| Gleichheit und ältere Personen                                                                       | Christina McKelvie | SNP    | 2021–2023 |           |
| Sozialsicherheit und Kommunalverwaltung                                                              | Ben Macpherson     | SNP    | 2021–2023 |           |
| Kultur, Europa und internationale Entwicklung                                                        | Jenny Gilruth      | SNP    | 2021–2023 |           |
| Gebäude ohne Kohlenstoffemissionen, aktives Reisen und Mietrecht                                     | Patrick Harvie     |        | SGP       | 2021–2023 |
| grüne Fähigkeiten, Kreislaufwirtschaft und Biodiversität                                             | Lorna Slater       | SGP    | 2021–2023 |           |

### Andere
| Justizbeamte (Law Officers)    | Name           |
| ------------------------------ | -------------- |
| Lord Advocate                  | Dorothy Bain   |
| Solicitor General for Scotland | Ruth Charteris |